# بيير ميشو
بيير ميشو هو محامي وقاضي كندي، ولد في 17 أبريل 1936 في لابي ‏ في كندا.